# 勇志会
勇志会（ゆうしかい）は、フルコンタクト空手の団体。1990年1月に発足。代表は松井宣治。

## 関連
- 日本国際空手協会
- 昭武館（埼玉県）
- 同志會（神奈川県）
- 実武道会館（千葉県）
- 正吾塾（神奈川県）
- 精鋭会（埼玉県）
- 笠原道場（静岡県）
- 琢磨会（岩手県）
- 慧眼塾（福岡県）
- 神谷塾（岐阜県）
- 宮川道場（山梨県）
- 男塾（愛知県）